# アマゾーヌ
アマゾーヌは、東京都渋谷区に本社を置くモデル事務所。

## 所属モデル
- 服部恭平（男性モデル）
- colliu
- ILLY
- ANNIE
- ミリ
- ゆうき
- 満島みなみ
- Sakura Maya Michiki
- ヘレネ
- EMIANA
- 菊地沙織
- 田中杏奈
- 藤本祐
- 大友野枝
- 心葉

## 過去の所属者
- NIU
- 森下紀子
- 加藤幸子
- 福島リラ